# Diamantino (Mato Grosso)
Diamantino, amtlich portugiesisch Município de Diamantino, ist eine Gemeinde im Bundesstaat Mato Grosso. Sie liegt rund 200 km Wegstrecke von der Hauptstadt Cuiabá entfernt. Die Bevölkerung wurde zum 1. Juli 2020 auf 22.178 Einwohner geschätzt, die Diamantinenser (diamantinenses) genannt werden und auf einer großen Gemeindefläche von rund 8191,7 km² leben. Die Bevölkerungsdichte der gesamten Gemeinde beträgt 2,5 Personen pro Quadratkilometer.

## Toponymie
Benannt ist der Ort wegen der Diamantfunde im 18. Jahrhundert.

## Geographie
Umliegende Gemeinden sind Alto Paraguai, Nortelândia, Nova Maringá, São José do Rio Claro, Nova Mutum, Nobres, Campo Novo do Parecis, Tangará da Serra und Nova Marilândia.
Das Biom ist amazonisch (Amazônia) und brasilianischer Cerrado.

## Bilder

Vila de Diamantino, Mitte der 1850er Jahre

### Klima
Die Gemeinde hat tropisches Klima, Aw nach der Klimaklassifikation nach Köppen und Geiger. Die Durchschnittstemperatur ist 25,8 °C. Die durchschnittliche Niederschlagsmenge liegt bei 1705 mm im Jahr. Der Südsommer hat höhere Niederschläge als der Südwinter.

## Bevölkerungsentwicklung
| Jahr | Einwohner | Stadt  | Land  |
| --- | --------- | ------ | ----- |
| 1991 | 14.827    | 12.556 | 2.271 |
| 2000 | 18.048    | 14.316 | 3.732 |
| 2010 | 20.341    | 15.895 | 4.446 |
| 2020 | 22.178    | ?      | ?     |
| Hier fehlt eine Grafik, die leider im Moment aus technischen Gründen nicht angezeigt werden kann. Wir arbeiten daran! |           |        |       |

Quelle: IBGE (2011)

## Verkehrsanbindung
| Straßenverbindungen                                                          |
| BR-364 (Estrada Dias Martins)                                                |
| MT-240                                                                       |
| Flugverbindungen                                                             |
| Aeroporto de Diamantino (IATA: DMT, ICAO: SWDM), im Ortsteil Novo Diamantino |

## Söhne und Töchter der Gemeinde
- José Barnabé de Mesquita (1855–1892), Politiker, Autor
- Breno Caldeira (* 1946), Schriftsteller
- Gilmar Mendes (* 1955), oberster Bundesrichter